# تشاد ولارد
تشاد ولارد هو لاعب هوكي الجليد كندي، ولد في 18 سبتمبر 1979 في Durham, Ontario ‏ في كندا.

## وصلات خارجية
- تشاد ولارد على موقع دوري الهوكي الوطني (الإنجليزية)
- تشاد ولارد على موقع EliteProspects.com (الإنجليزية)
- تشاد ولارد على موقع HockeyDB.com (الإنجليزية)